# Federico Valentini
Federico Valentini (Città di San Marino, 22 gennaio 1982) è un ex calciatore sammarinese, di ruolo portiere.

## Carriera
Ha esordito nella Nazionale di calcio di San Marino il 7 ottobre 2006 contro la Repubblica Ceca e con la rappresentativa nazionale del suo paese ha preso parte alle qualificazioni all'Europeo 2008 e al Mondiale 2010.